# Lycaena apennina
Lycaena apennina är en fjärilsart som beskrevs av Calberla 1887. Lycaena apennina ingår i släktet Lycaena och familjen juvelvingar. Inga underarter finns listade i Catalogue of Life.